# 산둥 요리

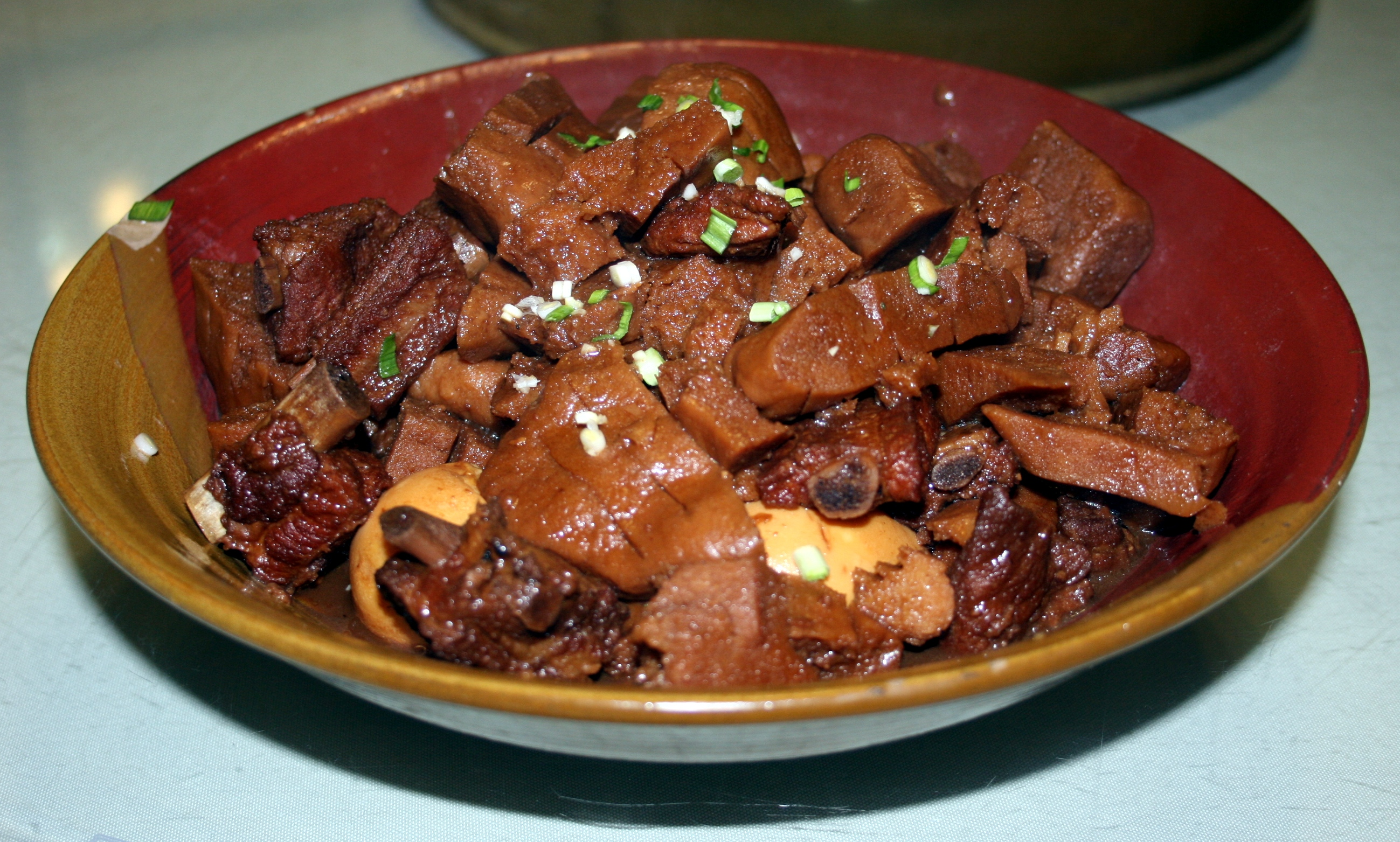

산둥 요리(Shandong料理, 중국어 간체자: 山东菜, 정체자: 山東菜, 병음: Shāndōng cài 산둥차이[*]) 또는 노요리(魯料理, 중국어 간체자: 鲁菜, 정체자: 魯菜, 병음: lǔcài 루차이[*])는 중국의 산둥성에 태어난 요리로 중국 팔대요리(팔대차이)의 하나다. 북경 요리의 원형이며 「노채」(魯菜)로 불린다. 그 역사는 북송 무렵까지 거슬러 올라가며 명·청 때에는 궁중 요리로서 베이징의 황궁에서 요리 되었다.

## 개요
산둥 성은 춘추시대 이래 노나라나 제나라 등 많은 제후국이 성립되었고, 중원의 농촌 지대와 황해의 어촌을 앞에 두고 있기 때문에 식재도 풍부하다. 이러한 지리적, 환경적 배경으로 산둥 요리도 춘추전국시대 이래 끊임없는 발전을 이루어 왔다. 또 산둥성의 취푸에는 공자묘가 있어, 공자 신앙의 본고장이기도 하다. 취푸에서는 공자에게 바치는 요리를 만들기 위한 독창적인 조리법이 독자적으로 발전하였다.
산둥 요리의 특징은 맛은 향기가 좋고, 짜고, 씹는 맛은 부드럽고, 채색이 선명하고, 구조는 섬세하다. 투명한 국물(淸湯)과 희고 향기로운 우유 수프(奶湯)가 잘 사용되어 파 등을 향미료에 사용한다. 또 바다가 가까워 생선과 어패류를 사용한 요리가 많은 것도 특징이 되고 있다.
명청시대 베이징 황궁에서 일하는 요리사 중에는 산둥성 출신자가 많았으며, 조리장의 공통어는 산둥어였다.

## 요리 계통
현재는 아래의 세 개로 나뉘어 있다.

### 자오둥 요리
자오둥 요리(胶东菜 자오둥차이[*])는 산둥 반도 끝의 교동 지방의 복산(福山)(현재의 옌타이 시 푸샨 구)을 발상지로 한다. 생선과 어패류 등의 식재가 사용되어 소재를 살린 담백함, 조형이나 섬세한 부엌칼 다루기 등이 알려져 있다. 대표적인 요리로 잘게 다진 해삼요리인 러우모하이선(肉末海蔘)과 푹 삶은 전복요리인 파웬커바오위(扒原殼鮑魚)가 있다.

### 지난 요리
지난 요리(济南菜 지난차이[*])는 황하에 접한 비옥한 평원 지대인 지난시(리청 구)를 발상지로 하고 있다. 폭(爆)(화력이 강한 석유로 볶는 것), 소(焼), 배(扒), 작(炸), 초(炒) 등의 조리법으로 진한 맛이 특징이다. 대표적인 음식으로 돼지의 대장을 삶은 다음 튀겨서 다시 조리하는 주좐다창(九𨍭大腸)과 황하에서 나는 잉어를 소금으로 간한 후 땅콩기름에 튀긴 탕추황허리위(糖醋黄河鲤鱼)가 있다.

### 쿵푸 요리
쿵푸 요리(孔府菜 쿵푸차이[*])는 곡부시 부근에서 독자적으로 발달한 특수한 요리로, 역대 제왕이 공자를 위한 제전에 바치기 위한 요리에서 발전하여, 대단히 정교한 음식으로 유명하다. 바셴궈하이나오뤄한(八仙過鬧鬧羅漢)과 이핀서우타오(一品壽桃) 등이 대표적인 요리이다.